# Orthotrichia turrita
Orthotrichia turrita är en nattsländeart som beskrevs av Wells 1979. Orthotrichia turrita ingår i släktet Orthotrichia och familjen smånattsländor. Inga underarter finns listade i Catalogue of Life.